# Festival Internacional de Curtmetratges i Cinema Alternatiu de Benalmàdena
El Festival Internacional de Curtmetratges i Cinema Alternatiu de Benalmádena (FICCAB) és un festival de cinema celebrat anualment des de 1998 en la localitat malaguenya de Benalmádena (Andalusia), dedicat, com el seu nom indica, al cinema alternatiu i especialment al curt. El festival es desenvolupa entre els mes d'octubre i novembre, en aquests dies en els diferents espais culturals del municipi de projecten els diferents curts i pel·lícules que han presentat la seva candidatura a aquest premi.

## Història
El Festival internacional de curtmetratges i cinema alternatiu de Benalmádena va començar la seva marxa l'any 1998, gràcies a l'esforç de l'Associació Cinematogràfica de Benalmàdena i el suport constitucional de l'Ajuntament de Benalmádena.
Aquest festival va començar de forma molt tímida la seva marxa, la repercussió de la qual va anar creixent a mesura que passaven les edicions arribant-se a premiar a actors com Karra Elejalde, Loles León o Fernando Guillén. Els diferents premis que podem trobar en aquest festival són: 

- Premi Internacional “Ciutat de Benalmàdena”
- Premi de Direcció “Ciutat de Benalmàdena”
- Premi d'interpretació “Ciutat de Benalmàdena”
- Premi de “Una vida de cinema” “Ciutat de Benalmàdena”
- Premi millor sèrie de ficció “Ciutat de Benalmàdena”
- Premi Cortomán

El festival es va estar realitzant fins a l'any 2009 que amb el començament de la crisi econòmica, i el gran deute que implicava l'ajuntament de Benalmádena, es va haver de suspendre el festival de forma indefinida. El 2011 es va convocar però amb un 75 % menys del pressupost. Va ser l'any 2016 quan per iniciativa del propi ajuntament es decideix recuperar el festival de cinema el qual continua realitzant-se fins al dia d'avui.

## Premiats
- - Premi Internacional Ciutat de Benalmádena:
  - 2009: Richard Lester
  - 2008: István Szabó
  - 2007: Humberto Solás
  - 2004: Guillermo del Toro

- Premi Direcció Ciutat de Benalmádena
  - 2009: Borja Cobeaga
  - 2008: Sergio Cabrera
  - 2007: David i Tristán Ulloa
  - 2004: Imanol Uribe
  - 2002: Miguel Litting
  - 2001: Joaquín de Almeida

- Premi Interpretació Ciutat de Benalmádena
  - 2009: Loles León
  - 2008: Malena Alterio i Esperanza Pedreño
  - 2007: Cuca Escribano
  - 2004: Luis Tosar
  - 2002: Karra Elejalde
  - 2001: Emilio Gutiérrez Caba

- Premi "Una vida de cine" Ciudad de Benalmádena
  - 2009: María Asquerino
  - 2008: Miguel Picazo
  - 2007: Julio Diamante
  - 2004: Jesús Franco
  - 2002: Fernando Guillén
  - 2001: Juanma Bajo Ulloa

- Premi Millor Sèrie de Ficció Ciutat de Benalmádena
  - 2016: Allí abajo
  - 2011: El barco
  - 2009: Doctor Mateo
  - 2008: Cuestión de sexo
  - 2007: Los hombres de Paco
  - 2006: Camera Café
  - 2004: Aquí no hay quien viva

- Premi Cortomán
  - 2009: Pepe Jordana
  - 2008: Enrique García
  - 2007: Fotogramas i Juan Domínguez
  - 2004: Toma 27